# Bobby Dunn
Robert Vincent Bobby Dunn, född 28 augusti 1890 i Milwaukee, död 24 mars 1937 i Hollywood, var en amerikansk skådespelare.

## Karriär
Dunn började sin filmkarriär hos Keystone Film Company, och var en av de ursprungliga medlemmarna av Keystone Cops runt 1912. Han medverkade samtidigt runt denna period i ett stort antal Mack Sennett-filmer.
Han medverkade i flera komedifilmer och westernfilmer och är mest känd för sin medverkan i flera filmer med komiker som W.C. Fields, Charley Chase, Harold Lloyd och komikerduon Helan och Halvan.
Han förlorade ena ögat i en olycka under en filminspelning på 1910-talet, och bar senare ett öga av glas.
Dunn avled av en hjärtattack 1937.

## Filmografi (i urval)
Källa: 
- 1927 – Why Girls Love Sailors
- 1929 – Helan och Halvan i stämning
- 1931 – In igen och ut igen!
- 1931 – Fyra fräcka fripassagerare
- 1931 – Alla tiders hjältar
- 1933 – Helan och Halvans giftermålsbekymmer
- 1934 – Hälsokuren
- 1935 – Öga för öga
- 1935 – Greppet direkt
- 1935 – I kronans kläder
- 1936 – Zigenarflickan
- 1936 – Bröder i kvadrat
- 1937 – Vi reser västerut